# Marie-Nicolas Ponce-Camus
 (avril 2013).
Si vous disposez d'ouvrages ou d'articles de référence ou si vous connaissez des sites web de qualité traitant du thème abordé ici, merci de compléter l'article en donnant les références utiles à sa vérifiabilité et en les liant à la section « Notes et références ».
Marie-Nicolas Ponce-Camus né à Paris le 15 décembre 1778 et mort dans la même ville le 3 juin 1839 est un peintre français.

## Biographie
Peintre d'histoire et portraitiste, Marie-Nicolas Ponce-Camus est élève de Jacques-Louis David.
Il expose au Salon dès 1796. Il obtient une médaille d'or de première classe en 1804 et en 1812, ainsi que plusieurs prix d'encouragement.

## Œuvres dans les collections publiques
- Lectoure, hôtel de ville, salle des Illustres : Portrait en pied du général Soulès, 1812.
- Paris, Institut national des jeunes sourds de Paris : L’abbé de l’Épée et le sourd-muet Joseph, dit le comte de Solar, 1802[1]
- Versailles, musée de l'Histoire de France :
  - Napoléon méditant sur le cercueil de Frédéric II de Prusse dans la crypte de la GarnisonKirche à Potsdam, 1808[2] ;
  - Napoléon Ier accueille à Osterode des réfugiés polonais conduits par la famille Friewald, mars 1807, 1810 ;
  - Entrevue de Napoléon Ier et de l'archiduc Charles[3] à Stammersdorf[4] le 17 décembre 1805, Salon de 1812[5] ;
  - Jérôme, comte de Soulès, Salon de 1812.

Œuvres de Marie-Nicolas Ponce-Camus
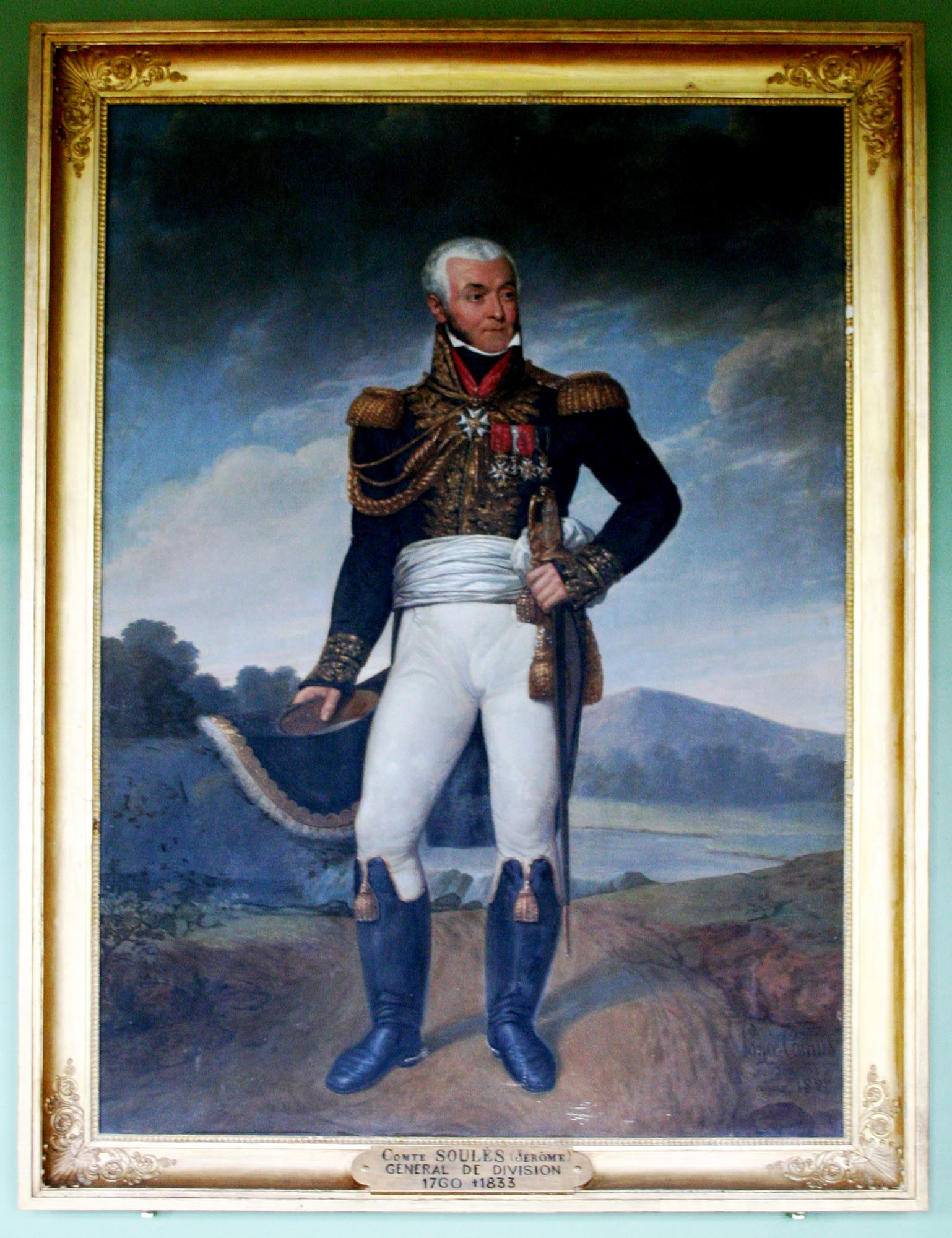
Portrait de Jérôme Soulès, 1812, hôtel de ville de Lectoure, salle des Illustres.
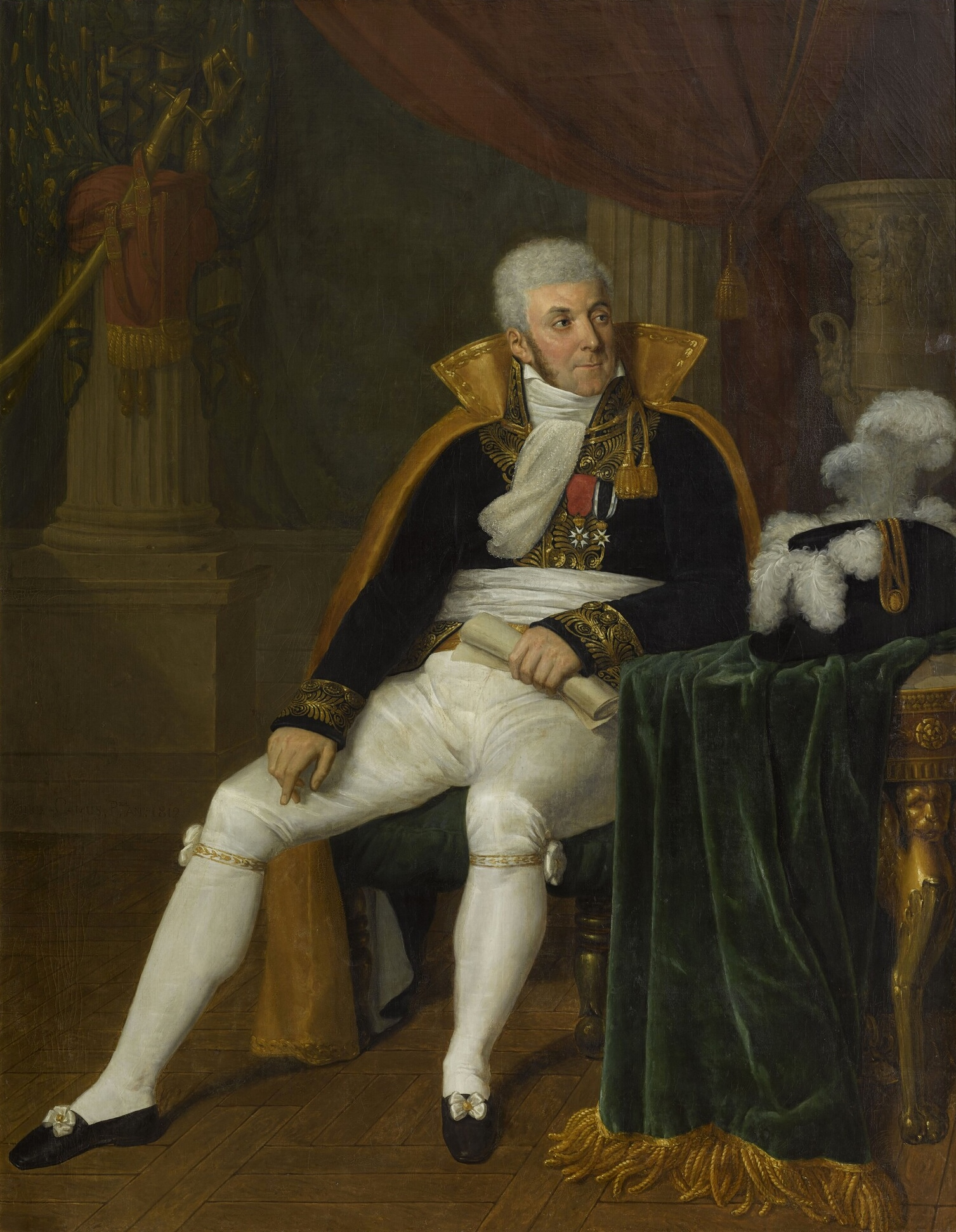
Portrait du général Soulès, 1812, Versailles, musée de l'Histoire de France.
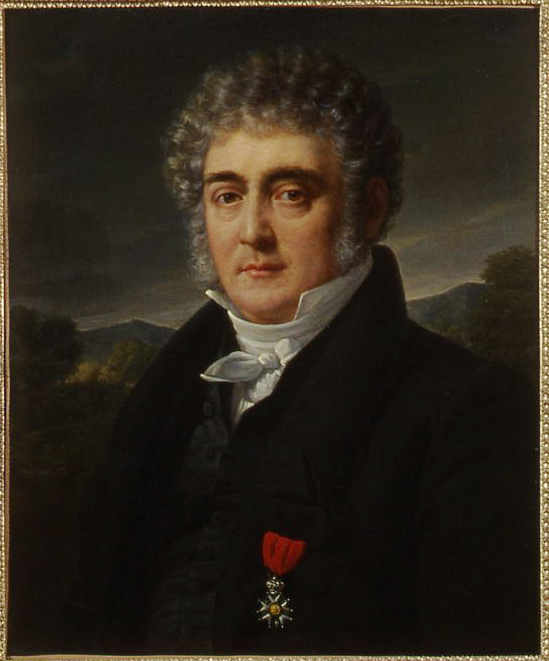
Portrait de Charles Chrétien Henri Marc, 1823